# Кастел Виторио
Кастѐл Вито̀рио (на италиански: Castel Vittorio; на лигурски: Castè, Касте, може да се намира и единствената форма Castelvittorio, Кастелвиторио) е село и община в Северна Италия, провинция Империя, регион Лигурия. Разположено е на 420 m надморска височина. Населението на общината е 329 души (към 2011 г.).